# Burgwall Utzedel
Der Burgwall Utzedel befindet sich auf dem Gemeindegebiet Utzedel im Landkreis Mecklenburgische Seenplatte. 
Der als Bodendenkmal eingestufte slawische Burgwall liegt abgeschieden etwa zwei Kilometer westlich auf dem sogenannten Carolinenberg am Augraben. Es handelt sich um eine 110 Meter mal 90 Meter große Höhenburg, deren Wälle teilweise zerstört sind. Anscheinend wurde der Burgplatz im 19. Jahrhundert als Vorwerk genutzt. Da an einigen Stellen Feldsteine auf dem Wall vorhanden sind, deutete man die Burg zuerst als frühdeutsche Burganlage. Keramikfunde belegen aber, dass es sich um eine alt- bis mittelslawische Burganlage aus dem 7. bis 10. Jahrhundert handelt. Die Feldsteine in der Wallanlage stammen aus dem 19. Jahrhundert. Die Wallburg besaß ein östliches Zugangstor. Zwei weitere heute sichtbare Walleinschnitte im Norden und Süden des U-förmigen Walles dürften aus der Zeit des Vorwerkes stammen.